# Resolución 111 del Consejo de Seguridad de las Naciones Unidas
La resolución 111 del Consejo de Seguridad de las Naciones Unidas, aprobada por unanimidad el 19 de enero de 1956, después de recordar las resoluciones 54 (1948), 73 (1949), 93 (1951), 101 (1953) y 106 (1955), tomó nota de que, según el Jefe de Estado Mayor del Organismo de las Naciones Unidas de Vigilancia de la Tregua, Israel estaba violando deliberadamente las disposiciones del Acuerdo de Armisticio General y que había intromisión de las autoridades sirias en las actividades israelíes en el Lago Tiberíades.
El Consejo consideró que esta intromisión no justificaba de ninguna forma la acción de Israel, invitó a ambas partes a cumplir su obligación previsar en el artículo V del armisticio, pidió al Jefe de Estado Mayor que prosiguiera sus recomendaciones para mejorar la situación en la región, invitó a un intercambio inmediato de militares prisionares e invitó a ambas partes a cooperar con el Jefe de Estado Mayor.